# Apenes pallipes
Apenes pallipes är en skalbaggsart som beskrevs av Fabricius. Apenes pallipes ingår i släktet Apenes och familjen jordlöpare. Inga underarter finns listade i Catalogue of Life.